# Mesetas (ort)
Mesetas är en ort i Colombia.   Den ligger i departementet Meta, i den centrala delen av landet, 140 km söder om huvudstaden Bogotá. Mesetas ligger 550 meter över havet och antalet invånare är 4 163.
Terrängen runt Mesetas är huvudsakligen kuperad, men den allra närmaste omgivningen är platt. Runt Mesetas är det glesbefolkat, med 20 invånare per kvadratkilometer. Närmaste större samhälle är Lejanías, 15,8 km norr om Mesetas. Omgivningarna runt Mesetas är huvudsakligen savann.